# Physetostege miranda
Physetostege miranda är en fjärilsart som beskrevs av W. Warren 1896. Physetostege miranda ingår i släktet Physetostege och familjen mätare. Inga underarter finns listade i Catalogue of Life.